# Quintus Iunius Blaesus (Suffektkonsul 28)
Quintus Iunius Blaesus († 36) war ein römischer Politiker und Senator.
Blaesus’ gleichnamiger Vater war im Jahr 10 Suffektkonsul gewesen. Seine Beamtenlaufbahn ist weitestgehend unbekannt. Gesichert ist nur, dass er unter seinem Vater in Pannonien Militärtribun war und im Jahr 28 das Suffektkonsulat bekleidete. Von Kaiser Tiberius gekränkt, töteten sich Blaesus und sein jüngerer Bruder im Jahr 36 selbst.